# Diplaziopsis heterophlebia
Diplaziopsis heterophlebia là một loài thực vật có mạch trong họ Woodsiaceae. Loài này được (Mett. ex Baker) M.G. Price miêu tả khoa học đầu tiên năm 1990.